# Lazec (Kájov)
Lazec (německy Losnitz) je malá vesnice, část obce Kájov v okrese Český Krumlov. Nachází se asi 3 km na sever od Kájova. Je zde evidováno 19 adres.
Lazec leží v katastrálním území Křenov u Kájova o výměře 22,35 km².

## Historie
První písemná zmínka o vesnici pochází z roku 1440.